# 561号軍医船
561号軍医船（Tàu quân y HQ-561）は、ベトナム人民海軍の病院船であり、同型艦は有さない。艦名はカインホア-01（Khánh Hòa-01）とも称し、これはベトナムのカインホア省に由来する。

## 概要
本艦はベトナム人民海軍初の病院船であり、オランダからの技術協力に基づきベトナム国防工業総局傘下のZ189造船工場において南沙諸島一帯に駐留する兵士、現地居住民、操業する漁師に対して救急医療を提供し、海上の国家主権の保護に従事する海上移動病院として建造された。
2000トン程度の比較的小型の病院船であり、医療設備として、ホーチミン市にある第175軍病院との衛星中継施設が整備された手術室、超音波検査室、X線検査室、ＣＴスキャン室を有し、特徴的な装備として、潜水漁法を行う漁師にとって最も一般的な事故である潜水病の合併症患者を同時に8～10人治療可能な減圧タンクを備えた減圧室を有している。
中国との係争地域である南沙諸島を含む地域一帯を担任するベトナム人民海軍第4地域軍第955輸送揚陸艦旅団第411戦隊において、海上人命救助を通じた海洋領土主権誇示のためのプレゼンス強化の任務に従事するとともに、パシフィック・パートナーシップ等の多国間共同訓練への派遣が行われている。

## 設計
本艦は海上医療に特化した病院船となっており、東南アジアの強風や波浪といった過酷な気象環境の中で十分な船内医療活動ができるようレベル8～10の波浪に耐える構造を有するとともに、船体に2基の防振フィンを装備している。一般的な旅客船に似た船型となっており、ヘリ甲板やウェルドック、ランプドアといった水陸両用装備は備えていないものの、船尾に小型艇を搭載しこれによる活動が可能となっている。
本艦は5つのデッキを有しており、医療設備はCデッキに集約されている。船内のコンパートメントにはエアコン、冷蔵庫、衛星テレビ等が備えられており、ベトナム本土の病院と同等の最新の設備を備えている。また、火災警報器や室温が摂氏68度を超える場合にミストを噴霧する消火システムが備えられている。
本艦の乗員は医療従事者を含めて約200名、最低でも12名以上の軍の医療従事者（医師、看護師、薬剤師、技術者チームなど）が乗船しており。患者数百人を収容する事が可能としている。
通信システムとして、ベトナム本土ホーチミン市にある第175軍病院との間にVinasat通信衛星システムを介した衛星画像データ伝送システムによるオンライン診療システムが備えられており、船上の医師チームは海上で活動しながら複雑な症例、手術に関して本土からアドバイスやサポートを受けることが可能となっている。
艦内医療設備として、潜水病の合併症患者を同時に8～10人治療可能な減圧タンクを備えた減圧室、研究室、救急救命室、4次元カラー超音波検査装置を備えた超音波検査室、Vinasat通信衛星システム接続した多機能手術室、専門室（口腔外科、X線撮影、内視鏡検査、心電図検査、CTスキャン室など）を含む9つの機能室を有し病床数は15床を確保している。特に米国製最新世代の減圧タンクをはじめ、4次元カラー超音波検査装置や心電計、生化学検査機器など船内の医療機器や備品は先進国から新型器材を輸入し設置されている。

## 来歴
本艦はオランダからの技術協力に基づきベトナム国防工業総局傘下のZ189造船工場において建造され、2012年4月16日に進水、2013年初頭に就役し本格的な活動を開始した。
就役後は南沙諸島の海域や周辺島嶼において、漁業活動を行う漁師、「DK1リグ」に駐屯する兵士、現地民間人等に対する医師の診察、薬の処方、応急救護を実施しており、一例として腹痛を起こした兵士の診療から遭難漁船の救助及び乗員の救急手当、急性虫垂炎となった漁民への手術などの海上救急まで、幅広い医療活動を実施している。また、こられの住民のため2年に1回の巡回診療による健康診断を行っている。
2014年3月25日から4月16日までの間、インドネシア海軍主催の多国間共同訓練コモド（KOMODO 2014）へ参加。本訓練はインドネシアとその周辺海空域で実施される人道支援・災害救難に関する大規模な多国間共同訓練であり、ASEAN諸国の他、ロシア、アメリカ、日本、中国、インド、オーストラリアなど計18か国が参加、ベトナム海軍にとって初めての外国への部隊・艦艇派遣となった。この訓練において、本艦は3件の手術に加え、数千人人のインドネシア人に対して診療、治療及び薬の処方を行った。それ以後、パシフィック・パートナーシップなどその他の多国間共同訓練にも定期的に参加している。なおパシフィック・パートナーシップ2019においては、ベトナム国内実施であったため、訓練終了後無償にて700人以上の地元住民に対し健康診断を、400人以上の患者に歯科診療を、そして60人近くの患者に対して船内手術室において手術及び薬の処方を行った。
2023年2月現在、10年の運用期間をもって、数千人のベトナム国民に対する医療支援を完遂している。